# اباديا سيريتو
أباديا سيريتو، هي بلدية تقع على بعد 40 كيلومتر (25 ميل) تقريبا، جنوب شرق ميلانو وحوالي 7 كيلومتر (4 ميل) جنوب شرق لودي في مقاطعة لودي، لومبارديا، إيطاليا.
تقع أباديا سيريتو على حدود البلديات التالية: باقنولو كريماسكو وكريسبييتيكا وتشيفي وكورتي بلاسيو وكاساليتو سيريدانو وكافيناقو دادا.

## التسمية
يأتي اسمها من دير البينديكتين المحلي، الذي تأسس عام 1084 على يد الكونت ألبيريكو من مونتي كاسينو.